# Arabsat-5A
Arabsat 5A auf 30,5° Ost ist ein Fernsehsatellit der Arab Satellite Communications Organization (ARABSAT) mit Sitz in Riad. 
Er gehört zur 5. Generation der ARABSAT Satellitenflotte, wurde am 26. Juni 2010 21:41 UTC mit einer Ariane 5 ECA gestartet und soll Arabsat 2B ersetzen bzw. ergänzen. Arabsat 5A basiert auf dem Eurostar-3000-Bus von Astrium und ist mit einer Kommunikationsnutzlast von Thales Alenia Space versehen. Er hatte beim Start eine Masse von 4.939 kg und soll mit mindestens 11 kW elektrischer Leistung etwa 15 Jahre seinen Dienst versehen. Dazu soll er mit eigenem Antrieb nach einigen Tagen den Geostationären Orbit bei 30,5 Grad östlicher Länge erreichen.

## Empfang
Die Übertragung erfolgt über 16 C- und 24 Ku-Band-Transponder für Dienstleistungen in den Bereichen Fernsehen, Telefonie, geschäftliche Kommunikation und Internet für Nordafrika sowie den mittleren Osten. Dafür ist der Satellit mit fünf Antennen mit jeweils einer Antenne mit 2,4 m Durchmesser und je einer mit 2,2 m Durchmesser für Ku- und C-Band, sowie einer 1,5 × 1,3 m großen Antenne für das Ku-Band ausgerüstet.